# Werner Kroeber-Riel
Werner Kroeber-Riel (* 4. Dezember 1934 in Etterbeek; † 17. Januar 1995) war ein deutscher Marketingwissenschaftler, insbesondere auf dem Gebiet der Konsumenten-Verhaltensforschung und der Werbepsychologie.

## Leben
Kroeber-Riel wurde 1934 in Etterbeek, einer Gemeinde in der heutigen belgischen Region Brüssel-Hauptstadt, geboren. Er studierte an den Universitäten Freiburg und Köln sowie an der Technischen Universität Berlin. In Freiburg wurde er im Corps Rhenania aktiv.
1969 gründete Kroeber-Riel an der Universität des Saarlandes das Institut für Konsum- und Verhaltensforschung. Zu seinen Schülern gehören Peter Weinberg, Franz-Rudolf Esch, Klaus P. Kaas, Gerold Behrens, Bruno Neibecker und Volker Trommsdorff.
Kroeber-Riel starb 1995 im Alter von 61 Jahren.

## Veröffentlichungen
- Bildkommunikation. Imagerystrategien für die Werbung. 1993, ISBN 3-8006-1702-1; Studienausgabe: Vahlen, ISBN 3-8006-2040-5.
- Strategie und Technik der Werbung: Verhaltenswissenschaftliche Ansätze. 8., aktualisierte und überarbeitete Auflage. 2015, ISBN 978-3-17-026258-4.
- mit Gundolf Meyer-Hentschel: Werbung – Steuerung des Konsumentenverhaltens. Physica-Verlag, Würzburg/Wien 1982, ISBN 978-3-7908-0269-6.
- Konsumentenverhalten. 1975; 10., überarbeitete, aktualisierte und ergänzte Auflage Vahlen 2013, ISBN 978-3-8006-4618-0.
- mit Carl Walter Meyer und Peter Hamann: Neuere Ansätze der Marketingtheorie. 1974, ISBN 3-428-03137-7.
- mit Carl Walter Meyer: Wissenschaftliche Betriebsführung und Betriebswirtschaftslehre. 1969.
- Beschaffung und Lagerung. Betriebswirtschaftliche Grundfragen der Materialwirtschaft. Th. Gabler Verlag, 1966.